# Аліс Туро
Аліс Туро (12 жовтня 1985 , Бар-ле-Дюк ) — французька політик з партії Вперед, республіко! (LREM), депутатка Національних зборів Франції, обрана на виборах 2017 року у департаменті Дром.

## Політична кар'єра
У парламенті Туро є членом Комітету з правових питань. З 2019 року вона також є членом французької делегації у Франко-німецькій парламентській асамблеї .
Разом із Жаном-Мішелем Фовергом Туро була співавтором звіту 2018 року з понад 70 рекомендаціями щодо підтримки сил безпеки та муніципальної поліції у Франції. У 2020 році вона була співдоповідачем (разом із Фовергом) у законі, запропонованому міністром внутрішніх справ Жеральдом Дарманіном, щоб криміналізувати розповсюдження світлин, на яких зображені працівники правоохоронних органів з наміром заподіяти людям шкоду. Проти виступила колега по парламентській групі Фіона Лазаар.
20 листопада 2021 року вона разом із Жаном-Мішелем Фьоржем запропонувала на голосування проєкт закону про глобальну безпеку.

## Політичні позиції
У липні 2019 року Туро проголосувала за ратифікацію Францією Всеосяжної економічної та торговельної угоди Європейського Союзу (CETA) з Канадою.

## Інші види діяльності
- Управління Франції із захисту біженців та осіб без громадянства (OFPRA), член ради директорів[8].